# Du riechst so gut
Du riechst so gut är den första singeln som bandet Rammstein släppte. Låten finns med på albumet Herzeleid och spelades på den första konserten som bandet uppträdde på den 14 april 1994 i Leipzig. En demoversion av låten finns även med på bootlegalbumet Herzeleid Demos, fast då under namnet "Der Riecher". Singeln finns även med i samlingsboxen Original Single Kollektion.
Det finns två versioner av musikvideon till låten "Du riechst so gut"; en från 1995 och en från 1998. Bandet kände att de ville släppa låten igen, fast i en något annorlunda version. När låten släpptes igen kallades den "Du riechst so gut '98". Låten har hämtat inspiration från boken Parfymen - berättelsen om en mördare. "Du riechst so gut" betyder "Du doftar så gott".
I april 1998 släpptes "Du riechst so gut '98". Den enda direkta skillnaden låtarna emellan är att versionen från 1998 har ett kortare intro än originalversionen.

## Låtlista

### Du riechst so gut
1. "Du riechst so gut" – 4:50
2. "Wollt ihr das Bett in Flammen sehen" – 5:19
3. "Du riechst so gut (Scal Remix)" (Remix av Project Pitchfork) – 4:45

### Du riechst so gut '98
1. "Du riechst so gut '98" – 4:24
2. "Du riechst so gut (RMX av Faith No More)" – 1:58
3. "Du riechst so gut (RMX av Günter Schulz & Hiwatt Marshall)" – 4:07
4. "Du riechst so gut (RMX av Sascha Konietzko)" – 4:47
5. "Du riechst so gut (RMX av Olav Bruhn)" – 4:45
6. "Du riechst so gut (RMX av Sascha Moser)" – 3:53
7. "Du riechst so gut (RMX av Jacob Hellner/Marc Stagg)" – 4:34
8. "Du riechst so gut (Migräne RMX)" (Remix av Günter Schulz)" – 5:18
9. "Du riechst so gut '95" (Musikvideo)